# (7725) Selʹvinskij
(7725) Selʹvinskij est un astéroïde de la ceinture principale.

## Description
(7725) Selʹvinskij est un astéroïde de la ceinture principale. Il fut découvert le 11 septembre 1972 à Naoutchnyï par Nikolaï Tchernykh. Il présente une orbite caractérisée par un demi-grand axe de 2,44 UA, une excentricité de 0,18 et une inclinaison de 4,0° par rapport à l'écliptique.

## Compléments